# Johann Bernhard Busse
Johann Bernhard Busse (ur. 1788, zm. 5 stycznia 1835 w Braniewie) – niemiecki ksiądz katolicki i teolog; dziekan wydziału teologicznego w Liceum Hosianum w Braniewie w Prusach Wschodnich.

## Życiorys
Johann Busse pochodził z Westfalii, ze szkoły Overberga. Po tym jak 19 maja 1817 została podjęta decyzja o utworzeniu w Braniewie wyższej uczelni z wydziałami filozoficznym i teologicznym, w dniu 1 grudnia tegoż roku przybyli do Braniewa pierwsi profesorowie z Münster: Johann Heinrich Achterfeld, Franz Neuhaus oraz Johann Busse. 19 maja król Prus Fryderyk Wilhelm III wydał zgodę na powołanie uczelni, którą nazwano Liceum Hosianum. Johann Busse wykładał w nim historię Kościoła, prawo kościelne i języki bliskowschodnie.
Zmarł nieoczekiwanie w wieku niespełna 57 lat na zawał serca. Pochowany został, jak wielu innych braniewskich profesorów, na cmentarzu św. Jana. Po śmierci uczniowie szkoły urządzili zbiórkę pieniędzy na zbudowanie pomników na cmentarzu upamiętniających dwóch zmarłych przedwcześnie i podobnym czasie profesorów Bussego i Scheilla. Zebrano kwotę aż 745 talarów, z czego na pomniki wydano 166 talarów. Pozostałą kwotę przeznaczono na założenie fundacji o nazwie utworzonej od nazwisk obu profesorów Scheill-Bussesche Stiftung (lub po łacinie Scheill-Busseanum) wspierającej materialnie zdolnych studentów uczelni.